# Elaeoluma crispa
Espèce
Statut de conservation UICN

NT : Quasi menacé
Classification phylogénétique
Elaeoluma  crispa est une espèce de plantes à fleurs de la famille des Sapotaceae. C'est un arbuste originaire de l'Amazonie. 

## Répartition
Espèce endémique aux forêts denses inondées de l'État d'Amazonas au Venezuela.